# Orașul antic Tomis
Orașul antic Tomis este un sit arheologic aflat pe teritoriul municipiului Constanța ce conține:
1. Resturi lipsite de monumentalitate din comuna primitivă (epoca fierului) invizibile azi;
2. straturi compacte din  epoca greacă veche (sec. VI-IVa.Chr) ascunse;
3. straturi masive elenistice (sec. IV-I a.Chr);
4. construcții de mari proporții din epoca elenistică târzie (sec. I-II d.Chr);
5. resturi importante de temple, antrepozite, edificii publice, pavimente cu mozaic, colonade, străzi și apeducte, piețe comerciale, monumente  de artă dispărute, ateliere de marmură, sticlărie și ceramică din epoca imperială romană (sec. I-III d.Chr);
6. basilici cu abside și cripte subterane, edificii publice, străzi pavate, etc din perioada mai dezvoltată a creștinismului (sec. IV-VI d.Chr);
7. zidurile de incintă de circa 3 m grosime cu porți și turnuri de apărare ridicate în sec. III și refăcute până în sec. VI d.Chr.;
8. cartierul bazilicilor creștine și al atelierelor ceramice de pe teritoriul gării vechi.

Întreaga peninsulă (după descoperirile din ultimii ani) este ocupată, imediat sub stratul orașului modern, de o multitudine de monumente. Straturile de cultură materială antice se succed de sub caldarâmul modern în ordinea: bizantin, roman, elenistic, grec antic și grec arhaic în care apare și material băștinaș din prima epocă a fierului (Hallstatt). Înălțimea stratificației variază între 1 m și 7 până la 10 m, atingând nivelul actual al mării.
Până în prezent, ultimele cercetări au determinat în peninsulă: acropola orașului antic, agora, cartierul atelierelor, necropola elenistică deasupra căreia se află zidul nou al epocii romane și necropolele romane și bizantine, numeroase străzi, canalizări, temple și locuințe; toate la un loc fac să se cunoască orientarea antică a orașului: NE-SV.

Ansamblul este format din următoarele monumente:
- Bazilica mare (cod LMI CT-I-m-A-02553.01)
- Bazilica mică (cod LMI CT-I-m-A-02553.02)
- Bazilica creștină (cod LMI CT-I-m-A-02553.03)
- Bazilica creștină (cod LMI CT-I-m-A-02553.04)
- Edificiul roman cu mozaic (cod LMI CT-I-m-A-02553.05)
- Amfiteatru (cod LMI CT-I-m-A-02553.06)
- Locuirea citadină Tomis (cod LMI CT-I-m-A-02553.07)
- Zidul de incintă al cetății Tomis (cod LMI CT-I-m-A-02553.08)
- Locuire (cod LMI CT-I-m-A-02553.09)
- Apeducte - galerii (cod LMI CT-I-m-A-02553.10)
- Turn de apărare (cod LMI CT-I-m-A-02553.11)
- Therme (cod LMI CT-I-m-A-02553.12)

## Edificiul roman cu mozaic
În substrucție s-au descoperit până acum 11 bolți dintre care trei sunt în întregime săpate, al căror rost era acela de a susține prin timpanele lor, terasa de pământ pe care era construit mozaicul și serveau în același timp drept antrepozite pentru mărfurile ce intrau sau ieșeau din Tomis. În fața edificiului, săpăturile arheologice recente au dat la iveală resturi ale construcțiilor portuare, cheiuri, canale, magazii - antrepozite, ziduri de construcție de dată mai recentă, încăperi cu amfore sau cu depuneri de cereale. Pe faleza portului, în partea SE există ziduri masive identice celor ale mozaicului care făceau parte din alte clădiri ale complexului din fața portului. Date istorice mai precise privind distrugerea edificiului, nu se cunosc încă.
Se observă că zidurile edificiului au suferit reparații la fel ca și pardoseala de mozaic, după toate probabilitățile la sf. sec. IV. Faptul este dovedit mai ales de porțiunea NV a mozaicului, care diferă radical de întreaga suprafață cu mozaic. Pilaștrii adosați zidului sunt construiți exclusiv din cărămidă. Intervalul dintre 2 pilaștri este de 4,20 m, ceea ce constituie dublul lățimii unui pilastru. Grosimea zidurilor fără pilaștri este de 1,90 m și cu pilaștrii de 2,10 m. 
Fața interioară a zidurilor a fost tencuită cu un strat de mortar gros de 8-10 cm peste care s-a așezat placajul de marmură albă și colorată, sculptată sau simplă, din care s-a păstrat o mare cantitate de fragmente. Nu se știe dacă a fost. Bolțile subterane sunt construite ca și zidurile: au partea superioară semirotundă, intrările cu ancadramente și arhitravă de calcar, frumos lucrate, deasupra evidențiindu-se. 
În cea mai mare parte bolțile sunt rotunde.

## Zidul de incintă al cetății Tomis
În urma săpăturilor executate între 1958-1960, s-a constatat că zidul a fost refăcut în secolul VI exact pe traseul pe care l-a avut inițial la sf. sec. III. Diferența între zidul inițial și cel secundar care marchează faza de reconstruire se distinge clar la poarta de N, curtinele din dreapta și stânga porții. Zidul de incintă, ale cărui ruine le cunoaștem, astăzi, s-a construit probabil sub domniile împăratului Tacit sau Diocletian. După distrugerile suferite în veacurile următoare a fost refăcut în timpul împăratului Iustinian, așa cum a dovedit Vasile Pârvan în urma săpăturilor arheologice executate în 1914. A fost definitiv distrus către sf. sec. VI în urma migrației slavo-avare. Zidul este, în ordine cronologică, cel mai recent. Zidul de epocă greacă și poate un altul de epocă romană timpurie nu se cunoaște, dar existența lor este bănuită.